# G.S. Bagnolese A.S.D.
Gruppo Sportivo Bagnolese Associazione Sportiva Dilettantistica là một câu lạc bộ bóng đá Ý đến từ Bagnolo ở Piano, Emilia-Romagna. Đội bóng hiện tại thi đấu ở Eccellenza.

## Lịch sử
Câu lạc bộ được thành lập vào năm 1914.
Trong mùa giải 2009-10, Bagnolese lần đầu tiên được thăng hạng từ Eccellenza Emilia, Romagna/A đến Serie D, nơi đội bóng đã chơi năm thứ 3 liên tiếp.

## Màu sắc và huy hiệu
Màu sắc của câu lạc bộ là đỏ và xanh.